# بيل لامب
بيل لامب (بالإنجليزية: Bill Lamb)‏ هو سياسي أسترالي، ولد في 5 يناير 1889 في أستراليا، وتوفي في 8 يناير 1964 في أستراليا. حزبياً، نشط في حزب العمال الأسترالي. وقد انتخب عمدة City of Auburn ‏ (10 ديسمبر 1934 – 16 ديسمبر 1935) وانتخب Speaker of the New South Wales Legislative Assembly ‏ (28 مايو 1947 – 20 أبريل 1959) وانتخب عضو الجمعية التشريعية نيو ساوث ويلز عن دائرة Electoral district of Granville ‏ (1938 – 1962).